# Kosode
 (août 2021).
- Parties d'un kosode (dans le sens des aiguilles d'une montre à partir du haut):
- Col (襟, eri?);
- Manche (袖, sode?);
- Corps (身頃, migoro?);
- Pan supérieur se chevauchant (袵, okumi?).

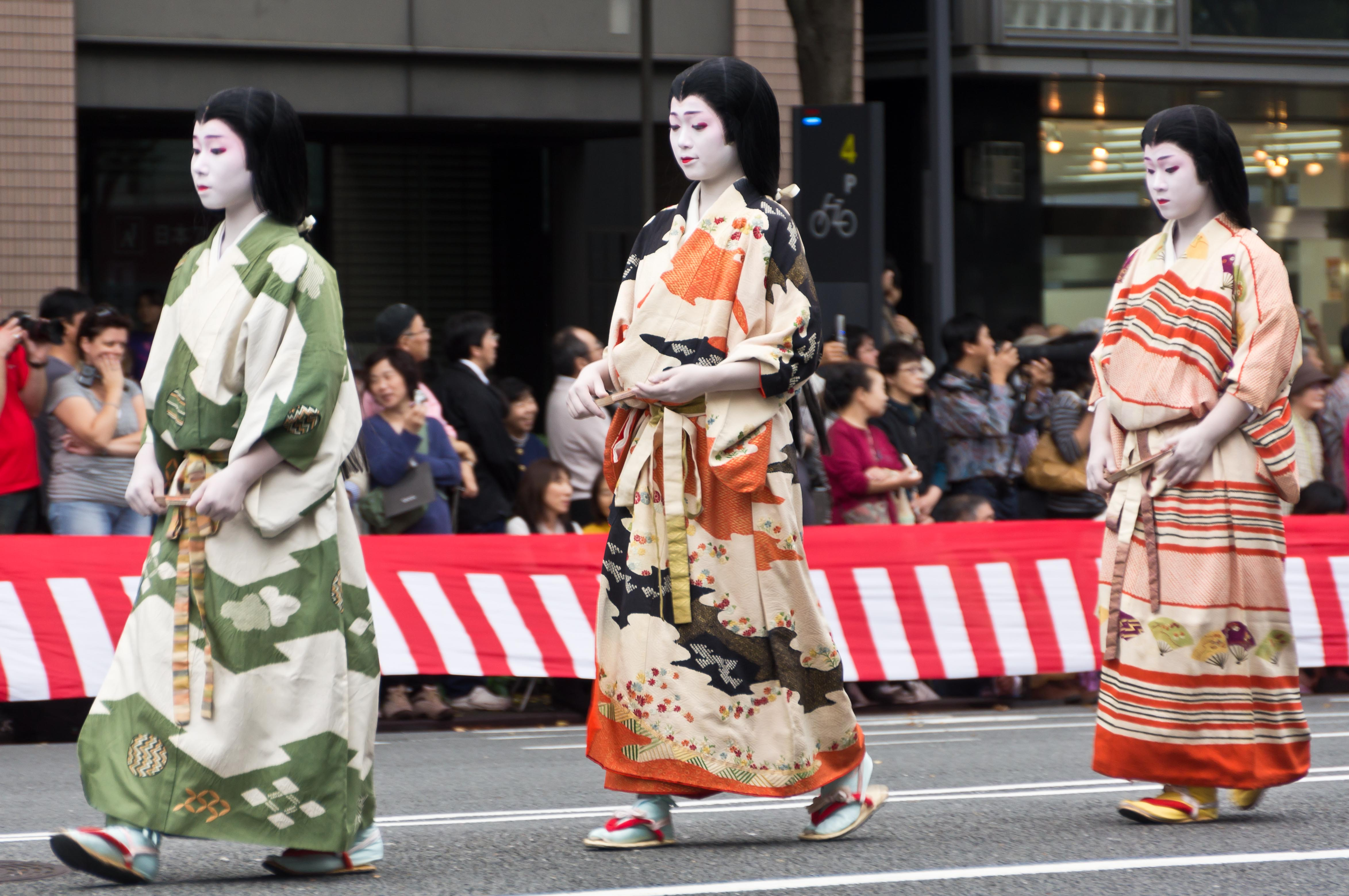
Femmes portant des kosode lors de reconstitutions historiques au Jidai-Matsuri en 2011

Comparaison entre un kosode (à gauche) et un kimono moderne (à droite).

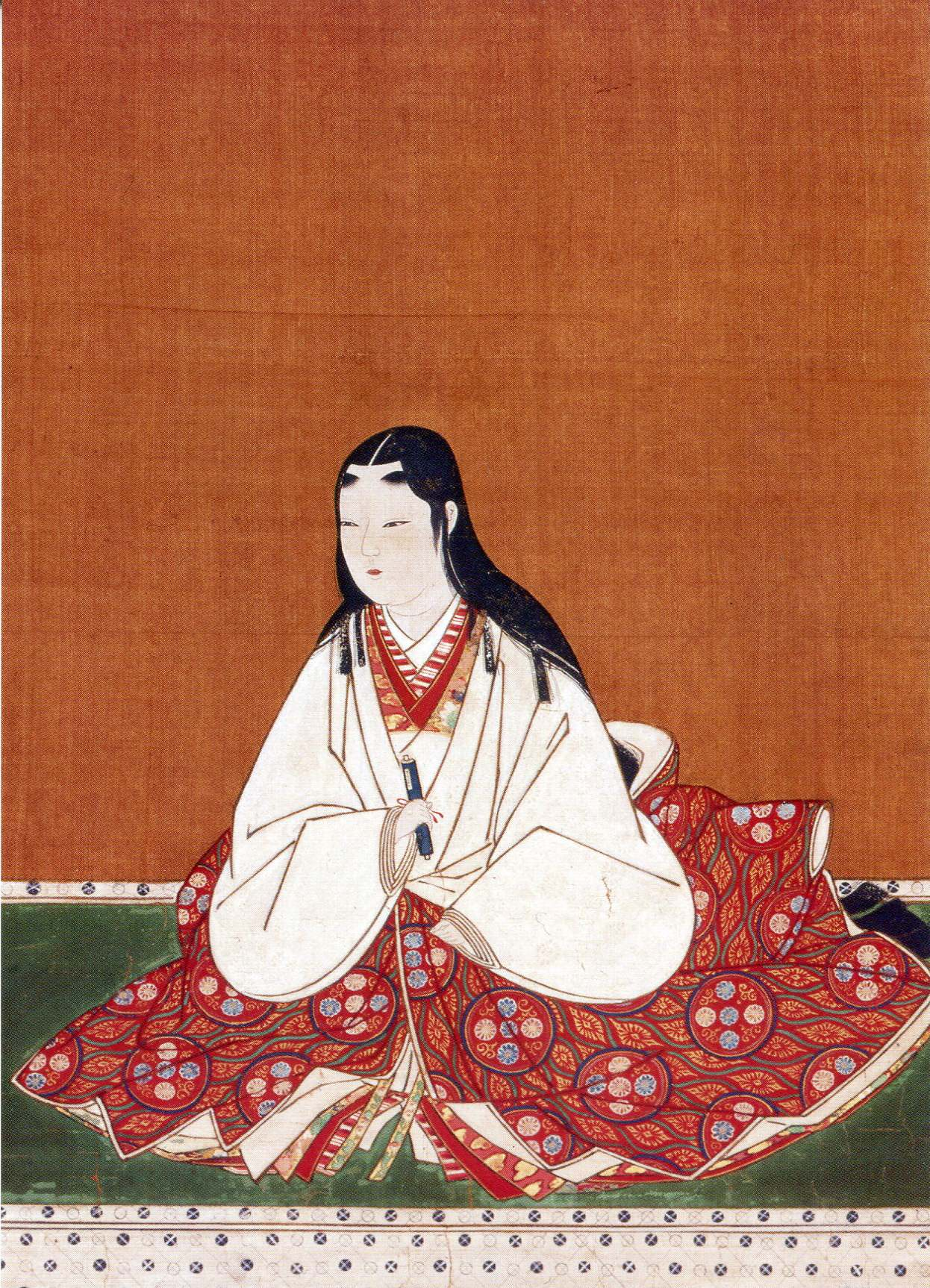
Oichi portant un kosode avec un autre kosode dépouillé des épaules.

Un kosode (小袖, lit., "petites manches")  était un type de vêtement japonais à manches courtes, et le prédécesseur direct du kimono. Bien que ses composants soient très semblables à ceux du kimono, ses proportions différaient, ayant généralement un corps plus large, un col plus long et des manches plus étroites. Les manches du kosode étaient généralement entièrement cousues au corps et présentaient souvent des bords extérieurs fortement arrondis.
Le kosode était porté au Japon comme un vêtement de tous les jours à partir de la période Kamakura (1185-1333) environ jusqu'aux dernières années de la période Edo (1603-1867), date à laquelle ses proportions ont divergé pour ressembler à celles du kimono actuel; c'est aussi à cette époque que le terme « kimono », signifiant « chose à porter sur les épaules», est utilisé pour la première fois pour désigner le vêtement anciennement connu sous le nom de kosode.

## Histoire
Originaire de la période Heian en tant que vêtement de dessous pour hommes et femmes, le kosode était un vêtement blanc uni, généralement en soie, porté directement sur la peau. Les hommes et les femmes portaient des robes superposées, enveloppantes et à manches larges sur le dessus du kosode. Le style de superposition porté par les femmes de la cour impériale japonaise connu sous le nom de jūnihitoe, littéralement "douze couches" comportait un plus grand nombre de robes que celui des habitudes masculines. Le kosode pouvait être également porté comme vêtement de nuit aux côtés d'une paire de hakama.
À la suite de décrets vestimentaires somptuaires conçus pour réduire le nombre de vêtements superposés portés à la cour, le kosode devient progressivement un vêtement d'extérieur à partir de la période de Kamakura environ. Certains styles de port du kosode comme la superposition de deux kosode et le port de la robe supérieure dénudée des épaules sont devenus populaires, aux côtés d'un certain nombre de techniques de décoration textile nouvellement développées, telles que la teinture et la broderie.
Initialement non teint, le kosode teint est développé à l'époque de Muromachi, culmine en popularité à l'époque Azuchi Momoyama mais disparaît à l'ère Keicho de l'époque Edo. Les méthodes utilisées pour la décoration comprenaient le tsujiga-bana, une méthode de teinture utilisée dans l'époque Muromachi; une combinaison de harihaku (« feuille à presser ») et de broderie, appelée nuihaku (« feuille à coudre ») dans le Momoyama; et le kara-ori (« textile chinois "), des tissus de soie qui imitaient la broderie. La méthode élaborée du tsujiga-bana-zome a également été utilisée, jusqu'à ce qu'elle soit restreinte par des lois somptuaires et le développement de la teinture yuzen.
Les proportions du kosode un corps large et des manches relativement étroites s'égalisent progressivement au fil du temps, avant d'en venir à ressembler à ceux d'un kimono moderne autour de la période Edo. Les manches de certains kosode pour femmes se sont également allongées et ont commencé à se détacher du corps sous l'épaule, un style permettant à l'obi de s'élargir avec le temps.

## Parties
Les différentes parties d'un kosode sont à peu près similaires à celles d'un kimono, les seules différences majeures étant les proportions de chaque aspect par rapport à celles d'un kimono moderne. La largeur du métier à tisser, et donc le tanmono (tissu) utilisé pour le kosode était nettement plus grand que celui du kimono, et les manches et l'eri (col) étaient également coupés et ourlés à différentes largeurs.
Durant l'ère Keichō (1596-1615, juste avant la période Edo), la largeur du tanmono était d'environ 45 centimètres et les manches étaient faites d'une demi-largeur de tanmono. Ils étaient portés avec un obi (ceinture) étroit. Le sode-guchi (ouverture du poignet) était étroit, l'erikatāki (largeur de l'ouverture du cou) était étroit, l'eritake (longueur du col) était long et le tate-zuma[pas clair] était courte.
- Sode (袖, lit. "manche") - les manches d'un kosode étaient relativement courtes en longueur et en largeur, étant le plus souvent attachées au corps sur toute la longueur, avec un bord quelque peu arrondi sous l'ouverture du poignet de chaque manche.
- Migoro (身頃, lit. "corps") - les pans du corps du kosode étaient beaucoup plus larges en proportion, créant une apparence distinctive d'épaule tombante.
- Eri (襟, lit. "col") le col kosode était beaucoup plus large que ce que l'on voit sur le kimono moderne, et était également relativement plus long, formant un angle plus long et moins profond le long de l'okumi.
- 袵 (Okumi?)  les pans se chevauchant sur l'avant du vêtement, le refermant. L'okumi, en raison de la longueur et du placement bas du col, avait une apparence beaucoup plus triangulaire que l'okumi quadrilatère irrégulier du kimono moderne; cela a donné au kosode une apparence inclinée et taille basse.

## Galerie

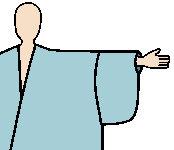
Les manches courtes et les épaules larges populaires à l'époque Muromachi et au début de la période Edo
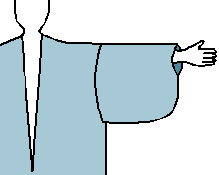
Une manche de kosode plus large.
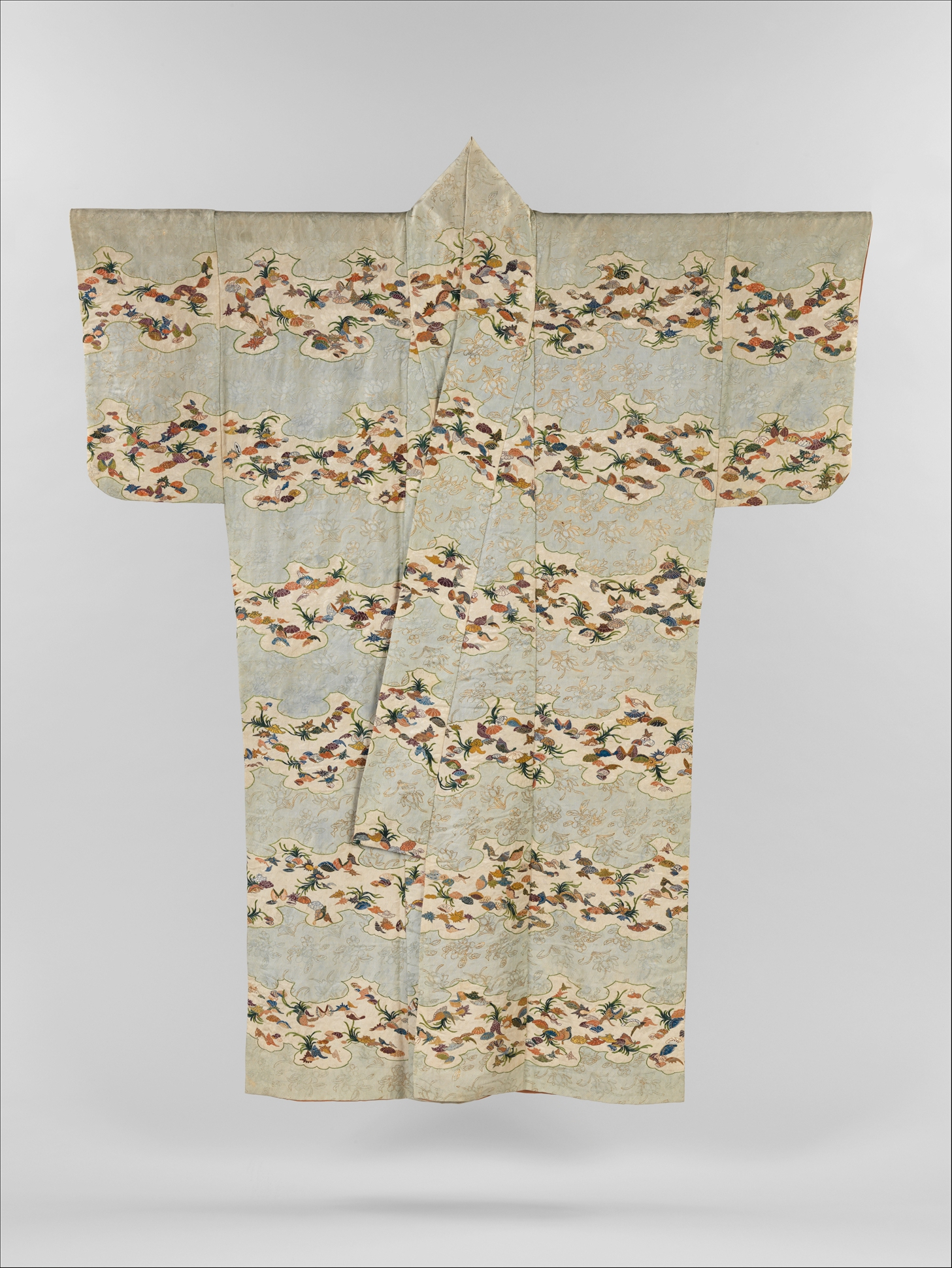
La largeur dépliée du col du kosode est similaire à la longueur de ses manches.
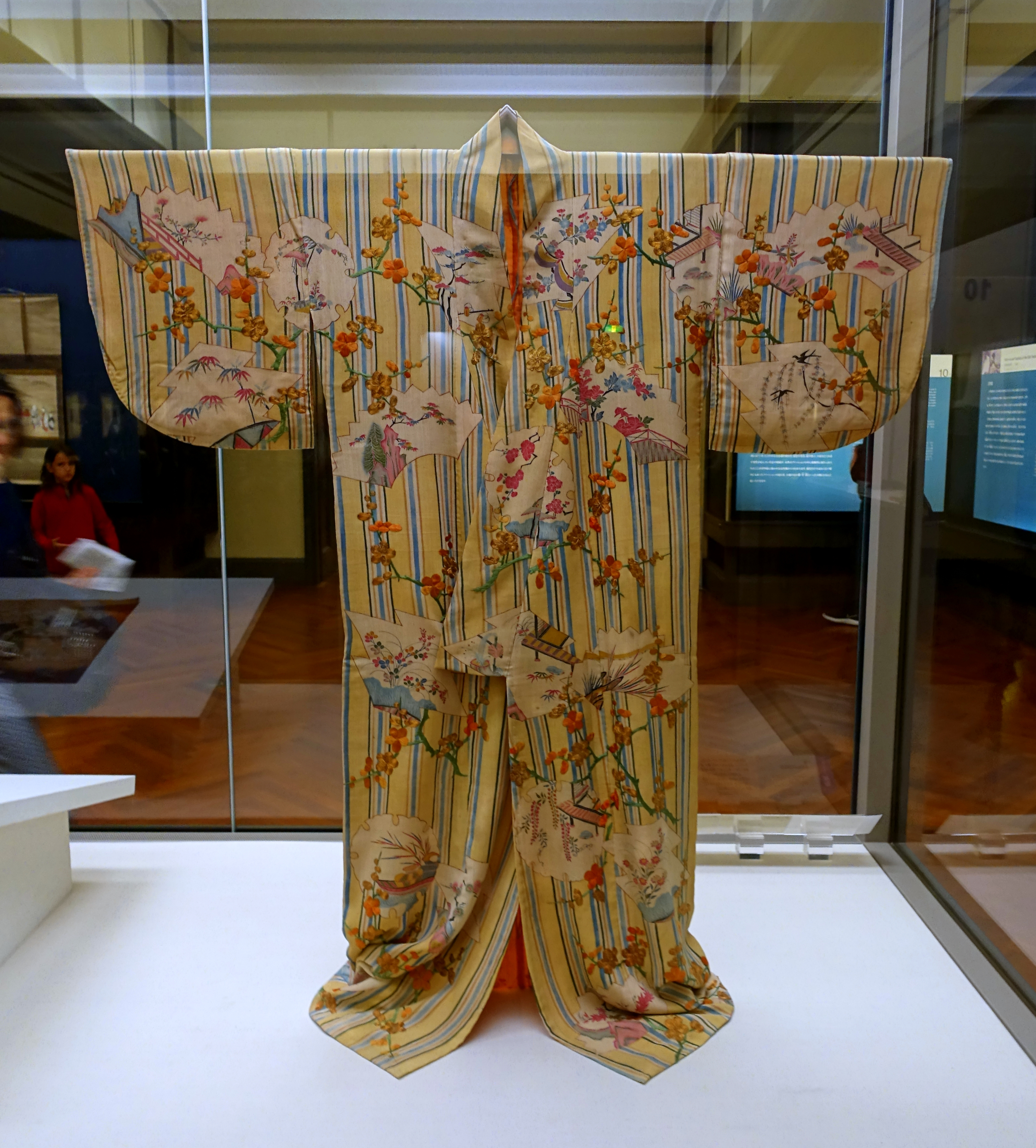
Kosode avec teinture yūzen à motifs de formes d'éventail et de flocon de neige, vers 1700, Musée préfectoral des arts et métiers traditionnels d'Ishikawa
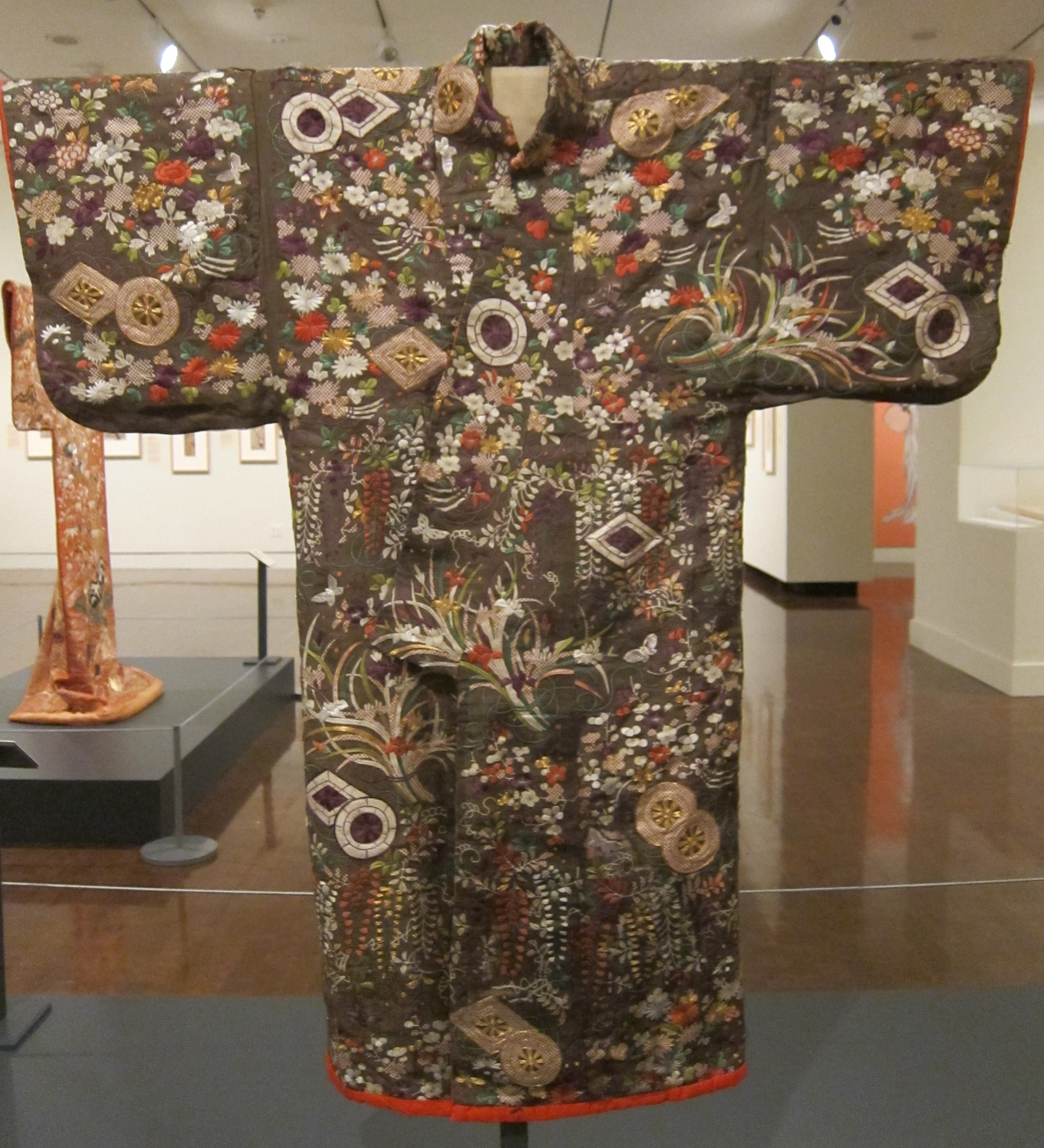
Kosode féminin, fin du XVIIIe siècle, Honolulu Museum of Art
Kosode avec motif d'oranger mandarin et personnages de bon augure, fin du XVIIIe siècle, Metropolitan Museum of Art
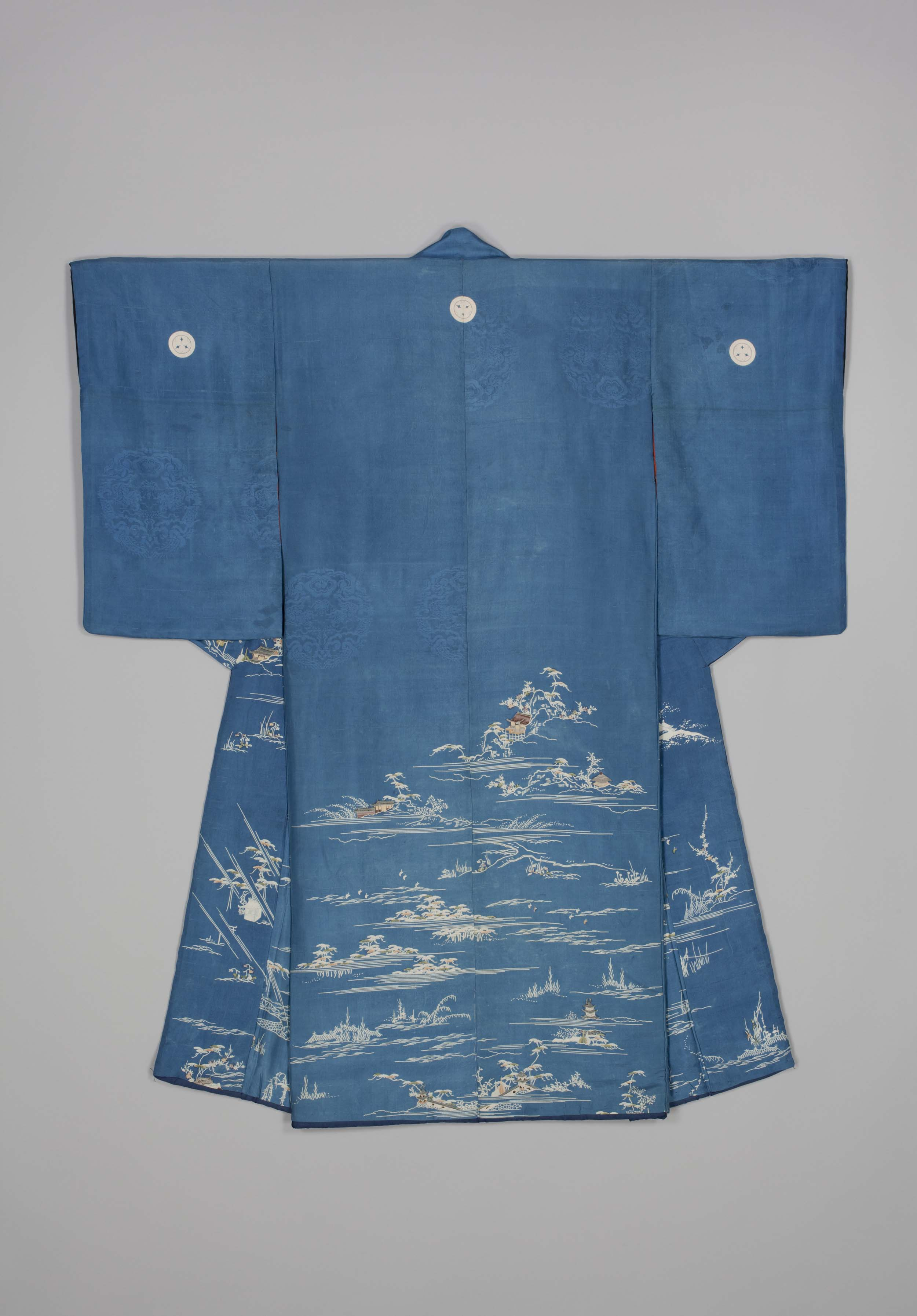
Kosode pour une femme au design inspiré des Huit vues d'Ōmi, 1780-1820, Khalili Collection of Kimono
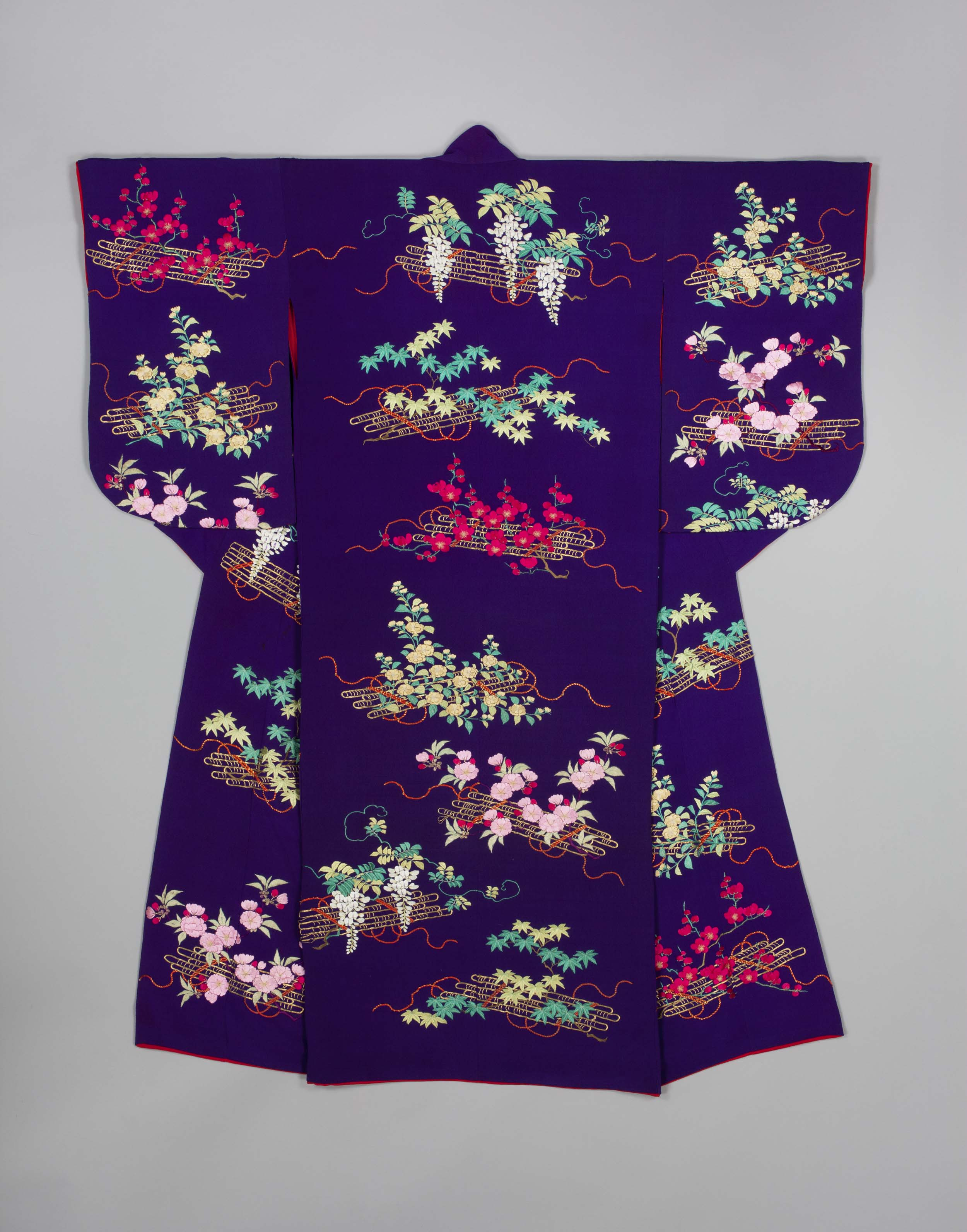
Kosode féminin montrant des fleurs sur des radeaux, fin du XIXe siècle, Khalili Collection of Kimono
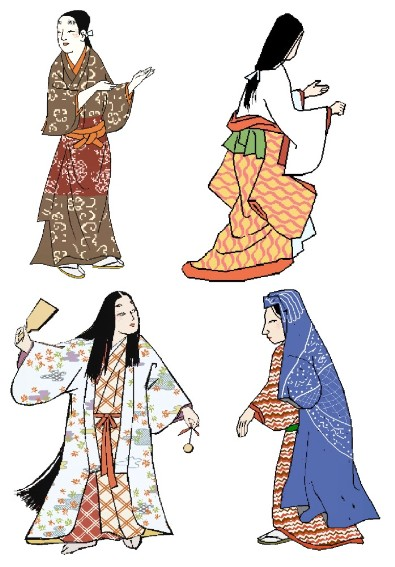
Manières de porter le kosode . En haut à gauche : porté comme une robe cache-cœur ; en haut à droite : épaules koshimaki ; en bas à gauche : porté comme une robe sans ceinture sur un autre kosode dans le style uchikake en bas à droite : porté sur la tête dans le style katsugi